# دائرة الإيرادات الداخلية الفيدرالية

دائرة الإيرادات الداخلية الفدرالية (بالإنجليزية: Federal Inland Revenue Service) أو اختصاراً (FIRS) هي دائرة الإيرادات التابعة للحمكومة الفدرالية تهتم بشؤون الإيرادات الدالخلية في نيجيريا والمسؤولة عن تقدير وفرض وتحصيل الضرائب والإيرادات للحكومة. تشكلت هذه اوكالة بعد إصدار قانون ضريبة الشركات والدخل رقم 22 لسنة 1961 باسم Federal Board of Inland Revenue (FBIR) كما حصلت على الاستقلال المالي والإداري مع إقرار قانون (إنشاء) دائرة الإيرادات الداخلية الفيدرالية لعام 2007. يتراس الدائرة حالياً السيد محمد ممن نامي منذ 2019.

## تاريخ
شكل قانون الضريبة في نيجيريا فريدريك لوغارد في عام 1903 قبل الدمج شمال نيجيريا وجنوبها عندما أصدر إعلان رسوم الطوابع وتبعه بإعلان الإيرادات المحلية. بعد اندماج المحميات الشمالية والجنوبية في عام 1914، أعادت الحكومة الاستعمارية إصدار قانون إيرادات السكان الأصليين. في عام 1943، تم إنشاء إدارة الإيرادات الداخلية النيجيرية من دائرة الإيرادات الداخلية في غرب إفريقيا البريطانية وأعيدت تسميتها باسم المجلس الفيدرالي للإيرادات الداخلية بموجب قانون ضريبة الدخل رقم 39 لعام 1958.
يمثل إصدار قانون الإيرادات المحلية لعام 1917 في نيجيريا نقطة تحول في التطور التاريخي للضرائب في البلاد. منذ ذلك الحين مرسوم الضرائب المحلية المباشرة لعام 1937، وقانون الضرائب على المستعمرات لعام 1937، وقانون ضريبة الدخل لعام 1943، وقانون إدارة ضريبة الدخل لعام 1958، وقانون ضريبة دخل الشركات لعام 1979، ومرسوم توفير الضرائب المتنوعة المالية لعام 1985، وضريبة الدخل الشخصي قدم مرسوم 1993 من بين أمور أخرى منصة للنظام الضريبي المعاصر في نيجيريا. في عام 2007، حصلت دائرة الإيرادات الداخلية الفدرالية على الاستقلال المالي والإداري مع إقرار قانون خدمة الإيرادات الداخلية الفيدرالية للعام، وأخذت في التقدم والنمو منذ ذلك الحين بإنشاء سياسات مهمة تتعلق بالإيرادات الداخلية. يعبر النظام الضريبي في نيجيريا مرهق ويشتهر بأنه غير ودي لدافعي الضرائب. في تقرير لعام 2014 في دراسة سنوية أجراها البنك الدولي وشركة برايس ووترهاوس كوبرز التي تقارن سهولة دفع الضرائب على مستوى العالم - تحتل نيجيريا المرتبة 170 من أصل 189 اقتصادًا. وقد بلغت الإيرادات المتولدة داخليا في نيجيريا 34.8 مليار دولار في عام 2019 دون المبلغ المتوقع الذي حدد على 87.5 من قبل الوزارة المالية النيجيرية.

## التهرب الضريبي
يعد التهرب الضريبي مشكلة رئيسية تعاني منها العديد من الاقتصاديات الناشئة في جميع أنحاء العالم، ويبدو الوضع في نيجيريا غريبًا عند النظر إليه مقابل نطاق الممارسات الفاسدة السائدة في البلاد. أشارت الدراسات إلى أنه تبلغ نسبة الإيرادات الضريبية إلى الناتج المحلي الإجمالي في نيجيريا 6.1٪ فقط. يقع هذا ضمن نطاق البلدان التي لا توجد بها ضرائب على الدخل مثل الإمارات العربية المتحدة والبحرين والمملكة العربية السعودية. ومن بين الدول الرائدة في إفريقيا بوتسوانا بنسبة 35.2٪ وجنوب إفريقيا بنسبة 26.9٪ وغانا بنسبة 20.8٪. يُظهر السجل المتاح من دائرة الإيرادات الداخلية الفيدرالية أنه كان هناك أكثر من 440.000 شركة في نيجيريا، لكن حوالي 120.000 فقط كانت تدفع الضرائب

## أنواع الضرائب في نيجيريا
1. ضريبة دخل الشركة.
2. ضريبة الدخل الشخصية.
3. اقتطاع الضرائب.
4. ضريبة القيمة المضافة (VAT).
5. رسوم الدمغة.
6. ضريبة الأرباح الرأسمالية.
7. ضريبة تطوير تقنية المعلومات الوطنية.
8. ضريبة التعليم العالي.

## قوانين الضرائب في نيجيريا
تشمل قوانين الضرائب في نيجيريا القوانين الآتية:

### قانون ضريبة دخل الشركة (CITA)
قانون ضريبة دخل الشركة (CITA)، Cap C21 ،LFN 2004 هو القانون الأساسي الذي يحكم الضرائب على الشركات في نيجيريا. CIT هي ضريبة يتم فرضها على أرباح الشركة من جميع مصادرها كما يتم فرضها أيضًا على الشركات الأجنبية التي تعمل في مجال الأعمال التجارية في نيجيريا. ينص القسم 1 من القانون على إنشاء وتكوين مجلس الإدارة الذي يجب أن يسمى ذراعه التشغيلي دائرة الإيرادات الداخلية الفيدرالية، بينما ينص القسم 3 على أن سلطات وواجبات مجلس الإدارة المتعلقة بالشركات تشمل تحصيل الضرائب والمحاسبة عن جميع المبالغ التي تم جمعها.

### قانون ضريبة أرباح رأس المال
التشريع الحاكم لضريبة أرباح رأس المال هو قانون ضريبة أرباح رأس المال لعام 1990. ضريبة أرباح رأس المال هي 10٪ من أرباح الشركة المحققة عند التخلص من الأصول الخاضعة للرسوم أو تبادل أنواع معينة من المصالح كما هو منصوص عليه في القسم 2 من القانون.

### قانون ضريبة أرباح البترول (2004)
بمعدل يتراوح بين 50٪ إلى 85٪ ، يتم فرض هذه الضريبة على الأرباح المحملة على الشركات العاملة في قطاع البترول في نيجيريا. تعفى الشركات التي يتم تحصيلها بموجب هذه الضريبة من ضريبة دخل الشركات. يتم تنظيم الضريبة بموجب قانون ضريبة البترول.

### قانون ضريبة القيمة المضافة (Value Added Tax)
تُعرف ضريبة القيمة المضافة (VAT) أيضًا باسم ضريبة الاستهلاك، حيث إنها تغطي السلع والخدمات المحددة التي غالبًا ما يستخدمها المستهلكون النهائيون ، والذين يتم فرض الضريبة عليهم. معدل ضريبة القيمة المضافة 7.5٪. يتم تنظيم ضريبة القيمة المضافة بموجب قانون ضريبة القيمة المضافة بعد تعديل قانون ضريبة القيمة المضافة بموجب قانون المالية 2020.